# 東京都立大森高等学校
東京都立大森高等学校（とうきょうとりつ おおもりこうとうがっこう）は、東京都大田区西蒲田二丁目にある都立高等学校。通称は「森高」。

## 概要
1943年に開校した旧制府立二十三中を前身とする。府立一中に併設する形で開校し、1947年に現在地へ移転した。
校舎内には天文台がある。大学進学希望者を集めたアドバンスクラスを設置。入試においてはスポーツ特別推薦を導入している。

## 沿革
- 1943年（昭和18年）4月1日 - 東京府立第二十三中学校として府立一中（現日比谷高校）内に併設する形で設立。
- 1944年（昭和19年）4月1日 - 東京都立大森中学校と改称。
- 1947年（昭和22年）6月10日 - 現在地に移転。この日を創立記念日とする。
- 1948年（昭和23年）4月1日 - 学制改革により、東京都立大森新制高等学校となる。定時制設置。
- 1950年（昭和25年）4月1日 - 東京都立大森高等学校と改称。男女共学開始。
- 1952年（昭和27年）3月 - 学区合同選抜制度導入。
- 1960年（昭和35年）4月 - 体育館落成。
- 1967年（昭和42年）2月 - 学校群制度導入、羽田と15群を組む。
- 1982年（昭和57年）2月 - グループ合同選抜制度導入、大崎・小山台・八潮・田園調布・南・大森東・雪谷・羽田・蒲田の各校と12グループを組む。
- 1983年（昭和58年） - 新体育館落成。
- 1987年（昭和62年） - 新校舎落成。
- 1992年（平成4年） - LL教室、コンピュータ教室落成。
- 1994年（平成6年）2月 - 単独選抜導入。
- 2003年（平成15年）11月 - 開校60周年（定時制55周年）記念式典挙行。

## 校歌
- 『東京都立大森高等学校校歌』（作詞：土岐善麿、作曲：信時潔）

## 学校行事
- 4月 入学式
- 5月 遠足
- 6月 体育祭
- 8月 部活動合宿
- 9月 森高祭
- 11月 2年修学旅行（沖縄方面）
- 3月 卒業式

## 部活動
運動部
- 野球部
- サッカー部
- テニス部
- ソフトテニス部
- 柔道部
- バスケットボール部
- バドミントン部
- バレーボール部
- 剣道部
- 卓球部
- 水泳部
- 陸上競技部
- ダンス部 - 2017年、第10回春の日本高校ダンス部選手権（東日本ブロック）スモールクラスにおいて準優勝[1]。

文化部
- 吹奏楽部
- 演劇部
- 文芸部
- 軽音楽部
- 華道部
- クッキング部
- 天文部
- 芸術部
- 茶道部
- 科学同好会

## 交通
- 東急池上線池上駅徒歩7分
- 東急バス堤方橋停留所徒歩3分

## 著名な出身者

### 政治・経済
- 櫻田慧（実業家、モスバーガー創業者）
- 西尾進路（実業家、新日本石油社長）
- 川久保勲（政治運動家、維新政党・新風）
- 鈴木晶雅（政治家、大田区長、元都議会議員）
- 原田泰（エコノミスト、大和総研チーフエコノミスト・経企庁出身。早大政経学術院特任教授）

### 学術
- 小田島雄志（英文学者、東京大学名誉教授、文化功労者）
- 井内雄四郎（英文学者、早稲田大学名誉教授）
- 松山正男（英文学者、元東京工業大学教授、旺文社 大学受験ラジオ講座基礎英語元講師）
- 上島建吉（英文学者、元東京大学教授）
- 鈴木康之（日本語学者・言語学者、大東文化大学名誉教授）
- 森常治（英文学者、早稲田大学名誉教授 / 森鷗外の孫）
- 遠藤彰郎（経営学者、國學院大學教授）
- 川並弘昭（学校法人東京聖徳学園理事長・聖徳大学学長）

### 文化
- 岡田敬二（演出家、宝塚歌劇団理事）
- 荒木芳久（テレビアニメ脚本家）
- 今井和也（広告宣伝プロデューサー、元レナウン専務取締役）
- 庄司陽子（漫画家、『生徒諸君!』）

### 芸能
- 毒蝮三太夫（タレント、ラジオパーソナリティ、男優）
- なべおさみ（タレント、コメディアン、男優）
- 龍虎（タレント、元大相撲力士）
- 隆大介（男優）
- 泉ユリ（女優）
- 丸山裕子（女優）
- 神奈延年（声優）
- 花咲きよみ（声優）